# Jelcz 008
Jelcz 008 – samochód pożarniczy (średni samochód gaśniczy wodno-pianowy) produkowany przez Jelczańskie Zakłady Samochodowe na podwoziu samochodu Star 244L produkcji Fabryki Samochodów Ciężarowych w Starachowicach. Stanowi uproszczoną odmianę samochodu pożarniczego Jelcz 005. W polskim systemie oznaczeń samochodów pożarniczych nosi oznaczenie GBM 2,5/8.

## Historia

### Geneza
Jelczańskie Zakłady Samochodowe produkowały samochody pożarnicze na podwoziu Star od 1958, kiedy to powstał Jelcz 001 na podwoziu Stara 21. W kolejnych latach wraz z uruchomieniem produkcji nowych modeli Stara powstawały nowe samochody pożarnicze, oznaczane kolejną liczbą (oraz Jelcz 028, będący modyfikacją Stara 28).
Na przełomie lat 70. i 80. w ofercie Jelcza był jeden średni pojazd pożarniczy, który spełniał wymogi Ochotniczych Straży Pożarnych – Jelcz 005. Jego produkcja była jednak niewystarczająca w stosunku do potrzeb strażaków. W związku z tym powstał projekt Jelcz 008, który był uproszczonym Jelczem 005, również osadzonym na podwoziu Stara 244L. Nowy samochód był tańszy i prostszy w produkcji, co miało również znaczenie w warunkach kryzysu gospodarczego w PRL w latach 80.
Podstawową różnicą w stosunku do Jelcza 005 było uproszczenie instalacji wodno-pianowej – zrezygnowano z autopompy i linii szybkiego natarcia, stosując w zamian motopompę. Pojazd nie posiadał również zbiornika na środek pianotwórczy, wobec czego w celu wytworzenia piany musiał korzystać z zewnętrznego zbiornika środka pianotwórczego.

### Budowa i eksploatacja
Produkcja została uruchomiona w 1983. W 1987 dokonano modernizacji Stara 244, co spowodowało takie same zmiany również w Jelczu 008. Produkcja została zakończona w 1999. W latach 1983–1990 do jednostek straży pożarnej, przede wszystkim Ochotniczych Straży Pożarnych, dostarczono 731 samochodów tego typu. Zmodernizowaną wersją z lat 90. był Jelcz 009, przystosowany do montażu pługa śnieżnego.

## Konstrukcja

### Podwozie
Podwozie pochodziło od Stara 244. Samochód był napędzany silnikiem wysokoprężnym typu S-359 o mocy 150 KM. Napędy był przenoszony przez pięciobiegową skrzynię biegów ZF S5-45.
Prędkość maksymalna pojazdu wynosiła 90 km/h, zasięg zaś 600 km.

### Nadwozie

#### Kabina kierownicza
Kabina również pochodziła ze Stara 244. W latach 1983–1987 była to kabina typu 642, natomiast później montowano kabinę typu 678.

#### Zabudowa
Zabudowa składała się z przedziału pasażerskiego, dla czterech członków załogi oraz przedziału roboczego, w którym znajdował się zbiornik stalowy na wodę o pojemności 2500 l oraz szafy na wyposażenie do gaszenia pożarów, zasuwane drzwiami żaluzjowymi.
Motopompa została umieszczona w skrytce numer 4 po lewej stronie, której drzwi zostały poszerzone kosztem skrytki numer 3. Również w tylnej ścianie nadwozia z lewej strony wykonano wnękę służącą do wyjmowania motopompy.

#### Wyposażenie
Standardowe wyposażenie pojazdu to:
- Motopompa M8/8 PO-5E Polonia o wydajności 800 l/min
- Wąż ssawny 110-2400 – 3 szt.
- Smok ssawny z koszem – 1 szt.
- Pływak – 1 szt.
- Stojak hydrantowy – 1 szt.
- Klucz hydrantowy podziemny – 1 szt.
- Klucz hydrantowy nadziemny – 1 szt.
- Linka do pływaka (0,8 m)- 1 szt.
- Linka do smoka (15 m)- 1 szt.
- Linka do węży ssawnych (20 m) – 1 szt.
- Węże tłoczne W75 (20 m) – 15 odc. (300 m)
- Węże tłoczne W75 (5 m) – 2 odc.
- Węże tłoczne W52 (20 m) – 8 odc. (160 m)
- Rozdzielacz 75 – 1 szt.
- Zbieracz 75/110
- Prądownica pianowa PP 2-12 – 1 szt.
- Prądownica pianowa PP 4-12 – 1 szt.
- Prądownica pianowa PPS-12 – 1 szt.
- Prądownica wodna uniwersalna 52 – 1 szt.
- Prądownica wodna zamykana 52 – 2 szt.
- Prądownica wodna zamykana 75 – 1 szt.
- Głowica mgłowa 16 – 1 szt.
- Głowica mgłowa 30 – 1 szt.
- Przełącznik 110/75 – 2 szt.
- Przełącznik 75/52 – 3 szt.
- Zasysacz liniowy Z-2 – 1 szt.
- Zasysacz liniowy Z-4 – 1 szt.
- Zasysacz liniowy Z-8 – 1 szt.
- Wąż do zasysacza (1,1m) – 1 szt.
- Torba wężowego, kpl. – 1 szt.
- Siodełko wężowe – 1 szt.
- Klucz do łączników – 2 szt.
- Mostek przejazdowy 52-75-52 – 2 szt.
- Podpinka do węży – 2 szt.
- Wytwornica pianowa WP2-75 – 2 szt.
- Wytwornica pianowa WP4-75 – 1 szt.
- Wiadro brezentowe – 2 szt.
- Gaśnica proszkowa G – 2 szt.
- Koc gaśniczy – 1 szt.
- Linka strażacka 30 m – 2 szt.
- Drabina wysuwana dwuprzęsłowa (DW-10/D10W) – 1 szt.
- Drabina słupkowa 3,1 m – 1 szt.
- Zbiornik składany 2500 l – 1 szt.
- Bosak lekki – 1 szt.
- Bosak podręczny – 1 szt.
- Topor ciężki – 1 szt.
- Łom – 1 szt.
- Piła poprzeczna – 1 szt.
- Pilarka spalinowa PS-190 – 1 szt.
- Widły trójzębne z trzonkiem – 2 szt.
- Rękawice lateksowe – 2 pary
- Rękawice azbestowe – 2 pary
- Buty gumowe wysokie – 2 pary
- Aparat oddechowy AP-3M z zapasowymi butlami – 2 kpl.
- Szperacz pogorzeliskowy z osprzętem – 1 szt.
- Szpadel – 2 szt.
- Latarka akumulatorowa z żarówką, akumulatorem i torbą – 3 kpl.
- Zestaw narzędzi dielektrycznych – 1 kpl.
- Radiostacja UKF-FM – 1 szt.
- Apteczka sanitarna – 1 szt.